# Priola
Priola (piemontesisch Priòla) ist eine Gemeinde in der italienischen Provinz Cuneo (CN), Region Piemont.

## Lage und Einwohner
Priola liegt rund 70 Straßenkilometer südöstlich von der Provinzhauptstadt Cuneo auf einer mittleren Höhe von 537 m über dem Meeresspiegel am Tanaro. Das Gemeindegebiet umfasst eine Fläche von 27,37 km² und hat 627 Einwohner (Stand 31. Dezember 2023). Zur Gemeinde Priola gehören die Fraktionen (Frazioni) Pievetta, Casario, Careffi und Pianchiosso.
Die Nachbargemeinden sind Bagnasco, Calizzano, Garessio und Viola.

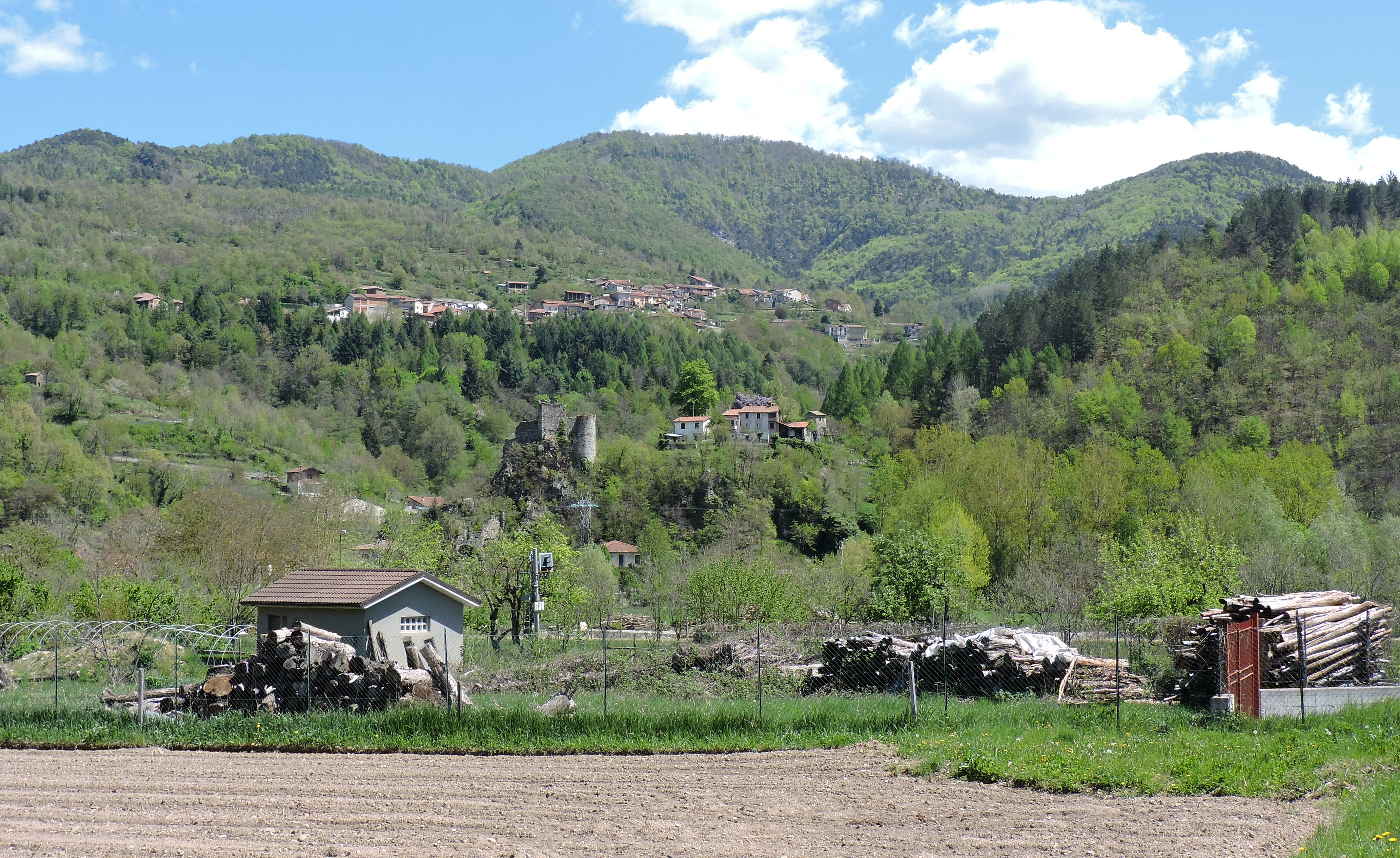
Monte Sotta (1203 m) und der Weiler Casario

## Geschichte

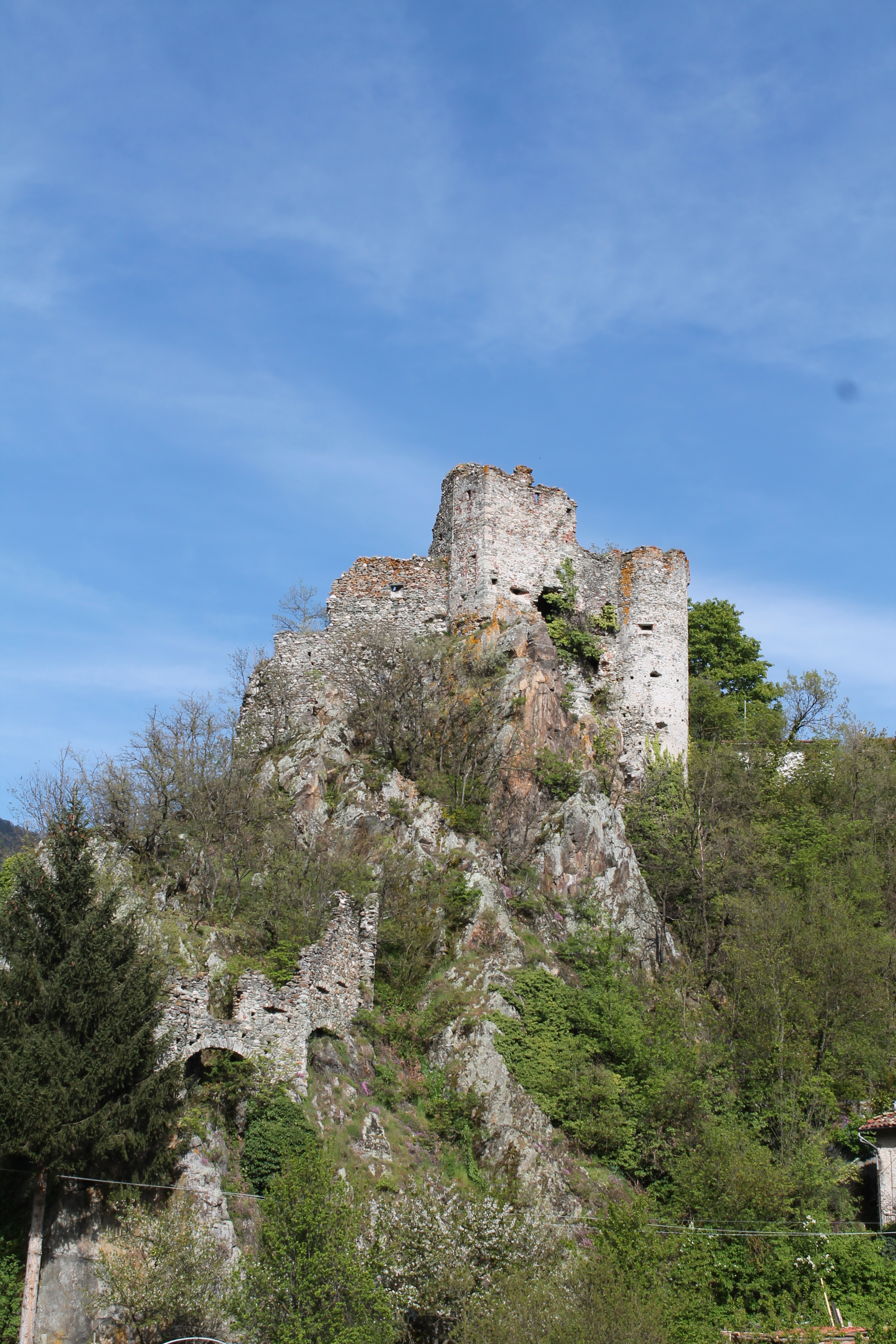
Castello di Priola

Ursprünglich hieß es „Paetra Auriola“, ein Name, der sich offenbar vom Vorkommen von Gold in den umliegenden Berge ableitet. Das älteste Dokument stammt aus dem Jahr 967, als Kaiser Otto I. es zusammen mit den Gebieten des oberen Tanaro-Tals dem Marquis Aleramo schenkte. Weitere Informationen stammen aus einer Schenkungsurkunde des Marquis Olderico Manfredi aus dem Jahr 1033 zugunsten des Klosters San Giusto in Susa.
Im Jahr 1260 kam es dann an Graf Carlo di Provenza, Herr von Alba, der diese Orte den Markgrafen von Ceva übertrug, die sie wiederum an die Gemeinde Asti abtraten. Unter den verschiedenen Herren, die später abwechselnd die Herrschaft über das Dorf übernahmen, nahmen die Mitglieder der Familie Pallavicino den Titel Markgrafen von Priola an.
Die Gegend um die Berge Sotta und Spinarda war Schauplatz von Kriegshandlungen im Zusammenhang mit den beiden Italienfeldzügen von Napoleon Bonaparte, bei denen die französischen Truppen um die Spitze der Berge standen.
Seit 1889 hat Priola einen Bahnhof an der Bahnstrecke Ceva–Ormea. Der Personenverkehr auf der Strecke wurde am 17. Juni 2012 eingestellt und der Bahnhof steht seit dem leer. Trotz der Umwandlung der Bahnstrecke in eine Touristenbahn hält dort kein historischer Zug mehr.

## Sehenswürdigkeiten
- Ruinen der Wehrburg aus dem Jahr 1300, von der noch die massiven Mauern und der Eckturm zu sehen sind.
- Pfarrkirche San Desiderio aus dem Jahr 1270, in der ein sehr alter und kostbarer Holzaltar und eine Orgel erhalten sind.
- Kapelle San Bernardo, die auf den Ruinen einer Festung erbaut wurde. Der Innenraum mit Tonnengewölbe ist mit wertvollen Fresken aus dem 15. Jahrhundert geschmückt, die Heiligenbilder darstellen.
- Pfarrkirche des Casario-Gebiets, erbaut 1580, die wertvolle Fresken und eine Orgel bewahrt.
- Pfarrkirche der Pievetta-Gegend ist Mariä Himmelfahrt gewidmet und wurde 1560 gegründet, um 1690 umgebaut und 1712 im piemontesischen Barockstil fertiggestellt.